# Luka Pintar

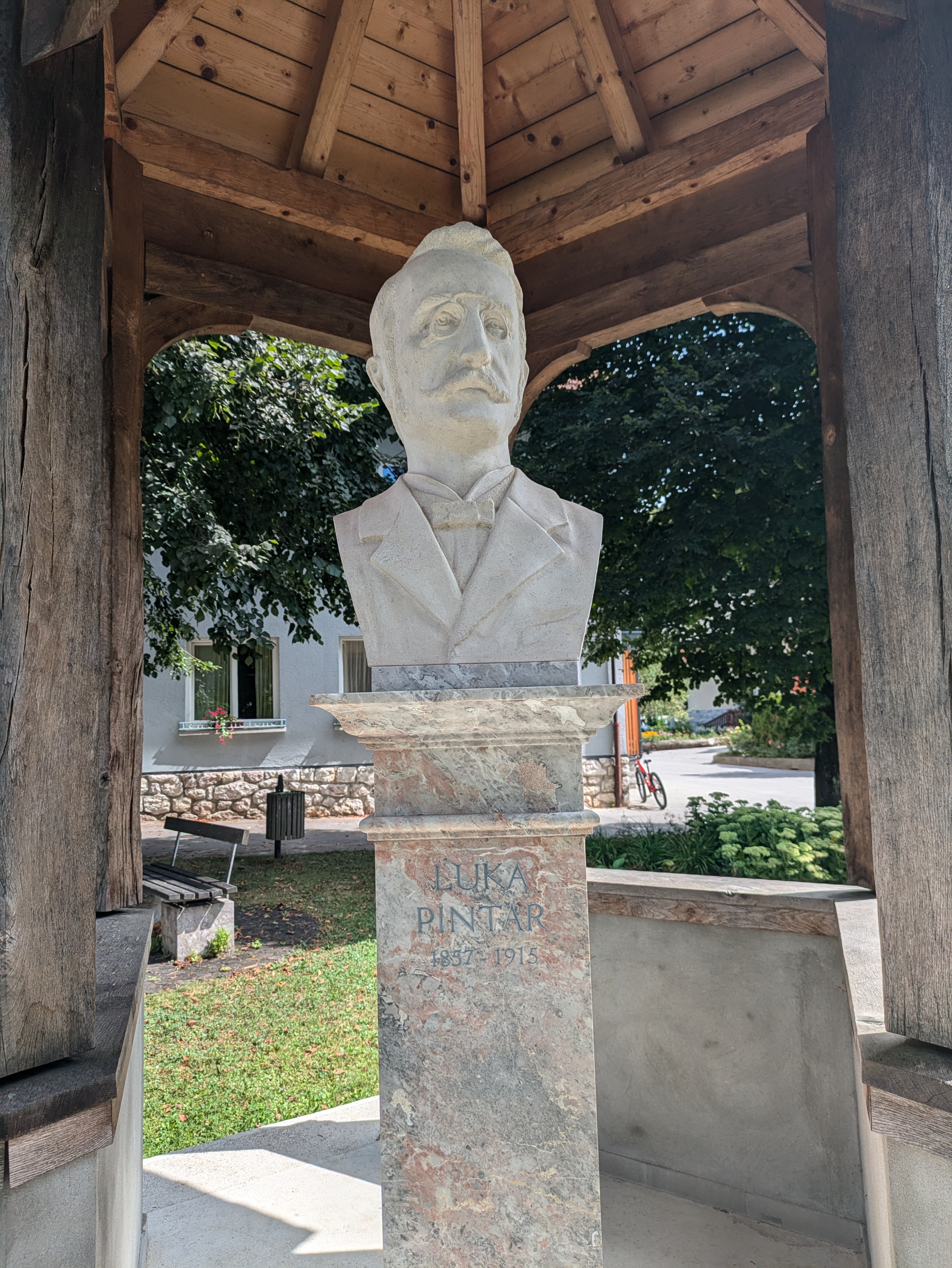
Byst av Luka Pintar i Hotavlje.

Luka Pintar, född 1857 i Hotavlje, död 1915 i Ljubljana, var en slovensk lingvist och bibliotekarie.